# Justus Meyer
Justus Meyer (* 28. April 1963 in Bielefeld) ist ein deutscher Jurist und Professor an der Universität Leipzig.

## Leben
Meyer machte sein Abitur am Städtischen Gymnasium in Gütersloh und studierte anschließend Rechtswissenschaft und Volkswirtschaftslehre in Bielefeld und Münster. Nach dem Zweiten Juristischen Staatsexamen wurde er in Bielefeld wissenschaftlicher Assistent bei Wolfgang Oehler und 1991 mit einer Arbeit zur Instruktionshaftung zum Dr. iur. promoviert. Anschließend widmete er sich seinem Habilitationsprojekt, in dessen Mittelpunkt die Haftungsbeschränkung im Recht der Handelsgesellschaften stand. Im Wintersemester 1998/99 wurde Meyer die venia legendi für Bürgerliches Recht, Handels- und Wirtschaftsrecht, Europäisches Privatrecht, Rechtsvergleichung und Neuere Privatrechtsgeschichte verliehen.
1999 erhielt Meyer einen Ruf an die Europa-Universität Viadrina in Frankfurt (Oder). Zum Sommersemester 2000 wechselte er zur TU Dresden, wo er eine Professur für Bürgerliches Recht, Handels- und Wirtschaftsrecht, Europäisches Privatrecht und Rechtsvergleichung innehatte. Im Zuge der Umstrukturierung der Juristenfakultät der TU Dresden wechselte Meyer zum Sommersemester 2004 an die Universität Leipzig. In Leipzig ist er ebenfalls Inhaber des Lehrstuhls für Bürgerliches Recht, Handels- und Wirtschaftsrecht, Europäisches Privatrecht und Rechtsvergleichung. Seit Oktober 2022 gehört Meyer als Studiendekan dem Dekanat der Leipziger Juristenfakultät an.

## Veröffentlichungen (Auswahl)
- Instruktionshaftung. Gieseking, Bielefeld 1992. ISBN 3-7694-0235-9
- Haftungsbeschränkung im Recht der Handelsgesellschaften. Springer, Berlin/Heidelberg u. a. 2000. ISBN 3-540-67831-X
- Wirtschaftsprivatrecht. Springer, Berlin/Heidelberg u. a. 2006. ISBN 978-3-540-32535-2
- Handelsrecht – Grundkurs und Vertiefungskurs. Springer, Berlin/Heidelberg u. a. 2007. ISBN 978-3-540-48817-0